# Mediterrán Unió
A Mediterrán Unió (franciául: Union pour la Méditerranée, angolul: Mediterranean Union), azaz Unió a Mediterrán Térségért (UMT), egy 42 tagállamot magába foglaló kormányközi szervezet, mely célja szerint Európa és a Földközi-tenger medencéje országainak gazdasági, politikai, biztonsági, szociális és kulturális együttműködését segíti elő.
A földrajzilag kontinenseken átnyúló nemzetközi regionális szervezet 2008. július 13-án Nicolas Sarkozy kezdeményezésére jött létre. A szervezet az ún. barcelonai folyamat kiteljesedése, mely hidat épít Európa, Észak-Afrika és a Közel-Kelet között. EU-s tagsága lévén Magyarország is tagja a Mediterrán Uniónak.
Kezdeményezései hat területre összpontosítanak:
- Vállalkozásfejlesztés és foglalkoztatás
- Felsőoktatás és kutatás
- Szociális és civil ügyek
- Energiai és éghajlati ügyek
- Közlekedés és városfejlesztés
- Vízi és a tengeri környezet

## Története
Európa és a mediterrán térség kapcsolatában jelentős előrelépés volt az 1995-ös barcelonai euro-mediterrán külügyminiszteri konferencián az akkori EU-s tagállamok, valamint 12 mediterrán ország (Marokkó, Algéria, Tunézia, Egyiptom, Szíria, Libanon, Izrael, Jordánia, a Palesztin Nemzeti Hatóság, valamint Törökország, Málta és Ciprus) által létrehozott európai-mediterrán partnerség.
2007-ben a barcelónai folyamat újraélesztése mellett a Mediterrán Unió létrehozásának terve Nicolas Sarkozy, későbbi francia köztársasági elnök kezdeményezésére született, aki ezt 2007-es elnökválasztási programjában is meghirdette. Eredetileg a szervezet pusztán Franciaország, Spanyolország, Olaszország, Szlovénia, Málta, Görögország és Ciprus között jött volna létre, a többi mediterrán állam csak megfigyelőként vehetett volna részt. Ebben a formában való megszületését nem támogatta az összes akkori EU-s tagállam.

2008. június 11-én Szíria, Egyiptom, Algéria, Mauritánia, Marokkó, és Tunézia képviselői Tripoliban találkoztak, ahol egy konferencián részben az Arab Ligával kapcsolatos kérdéseket vitatták meg.
A Mediterrán Unió hivatalos alapító ülésén 2008. július 13-án Párizsban létrejött megállapodás értelmében végül az Európai Unió akkori 27 tagállama mellett Albánia, Algéria, Bosznia-Hercegovina, Horvátország, Egyiptom, Izrael, Jordánia, Mauritánia, Monaco, Montenegró, Marokkó, Palesztina, Szíria, Tunézia és Törökország is tagja lett a Mediterrán Uniónak.

## Mediterrán Unió vezetése
2010-ben a Mediterrán Unió székhelye Barcelonába, a spanyol királyi család egykori rezidenciájába, azaz a Palacio de Pedralbesbe került. 2010-ben hozták létre a szervezet főtitkárságát szintén Barcelonában,  melynek főtitkárai:
- Ahmad Masa’deh (2010 március – 2011 február)
- Youssef Amrani (2011 július – 2012 január)
- Fathallah Sijilmassi (2012 március-2018 február)
- Nasser Kamel (2018 július -)

## További információ
- Mediterrán Unió – Összefoglaló. Magyar Nemzeti Bank, 2015. augusztus 28. (Hozzáférés: 2020. december 27.)